# Slip de bain

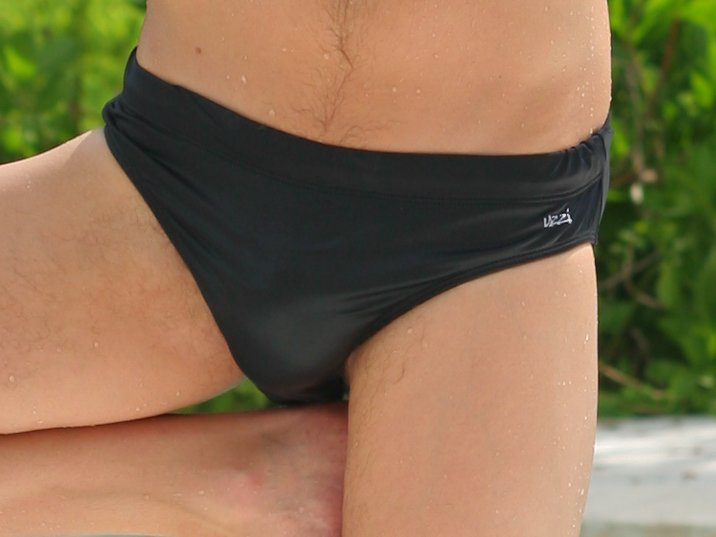
Slip de bain standard.

Le slip de bain est un type de maillot de bain pour homme, prévu pour la nage et le sport. Il se caractérise par une coupe courte et moulante.

## Forme
Par sa forme, le slip de bain est apparenté au slip. Il se distingue par un devant coupé en V, dévoilant entièrement les cuisses, et par un arrière recouvrant pratiquement les fesses. Les modèles se distinguent entre eux par l'échancrure latérale et le nombre de coutures. L'échancrure latérale est de dimension variable, allant de quelques millimètres (de forme tanga et dévoilant presque entièrement la hanche) à plusieurs centimètres (de forme sunga et couvrant entièrement la hanche). Les coutures sont généralement au nombre de deux, sur les hanches. Le devant du slip de bain est alors composé d'une seule pièce de tissu. Certains modèles présentent une ou plusieurs coutures supplémentaires sur le devant. Celui-ci est alors composé de deux ou plusieurs pièces de tissu.
Le slip de bain se porte en dessous de la taille, sur les hanches. Il est maintenu par trois élastiques : deux cousus le long des entrejambes (dans le pourtour des espaces permettant le passage des cuisses) et un autre cousu autour de la ceinture. Ce dernier peut être renforcé par un cordon de serrage, intégré dans la doublure du tissu. La plupart des slips de bain comportent une doublure intérieure. Celle-ci est disposée sur la face avant du slip. Taillée dans un tissu similaire, elle est souvent de couleur blanche.

## Matière
Les slips de bain sont fabriqués dans des matières synthétiques : le nylon, l'élasthanne, le polyester ou le polyamide. Le nylon et l'élasthanne ont la préférence des sportifs professionnels, car ils offrent un meilleur maintien et une meilleure élasticité. Le polyester et le polyamide offrent moins de confort, mais résistent mieux au chlore employé pour désinfecter les piscines et sont moins coûteux à produire.
Les avantages apportés par ces matières sont triples : elles permettent au slip de bain de mieux mouler les formes du corps masculin, de mieux soutenir les organes génitaux et de sécher plus rapidement après usage. Ce temps de séchage rapide évite la prolifération des bactéries et des moisissures. Néanmoins, ces tissus synthétiques nécessitent des précautions d'usage : avant de laver les slips de bain en machine, il convient de les tremper dans de l'eau pure froide, puis de les rincer, afin de les débarrasser des restes de sable et de sel, s'ils ont été portés à la mer ; de chlore, s'ils ont été portés en piscine.

## Usage

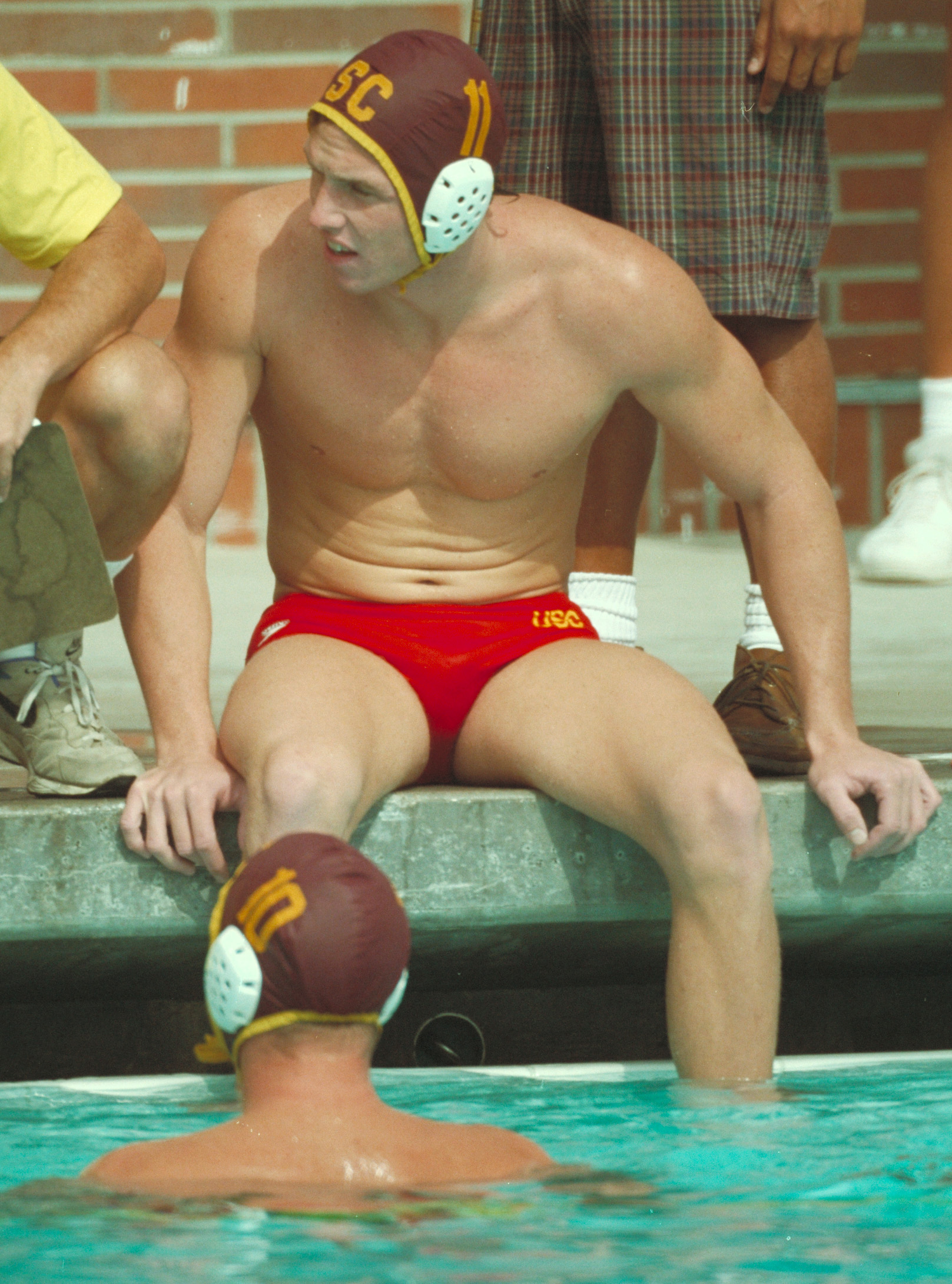
Joueur de water-polo portant un slip de bain (ca. 1993).

Le slip de bain est porté soit dans un contexte sportif, soit dans un contexte récréatif.
Dans un contexte sportif, le slip de bain est la norme pour les athlètes professionnels ou amateurs participant à des compétitions de water polo et de plongeon. Dans ce cadre, son usage a été généralisé partout à travers le monde, par les règles et les pratiques de ces disciplines. Le slip de bain est aussi fréquemment porté dans les compétitions de natation sportive, bien qu'il y soit concurrencé par les jammers (maillots à jambes longues) et les bodyskins (combinaisons hydrophobes). Le slip de bain offre à ces athlètes une plus grande liberté de mouvement et donc une rapidité et une efficacité accrues. Il réduit en effet la traînée de l'eau sur le nageur et libère les jambes de tout mouvement, y compris sur les côtés, ce qui est particulièrement utile pour la brasse. Par ailleurs, le slip de bain est souvent porté par les sportifs sous une combinaison nautique, en guise de sous-vêtement, pour pratiquer le ski nautique, la plongée sous-marine, le surf, le wakeboard ou encore le triathlon.
Dans un contexte récréatif, le slip de bain est porté par beaucoup d'hommes à la plage ou la piscine, parce qu'il leur assure un meilleur soutien et donc un confort accru. Le port du slip de bain (ou de l'une de ses variantes) est par ailleurs obligatoire dans les piscines européennes, pour des raisons sanitaires. Le slip de bain est en effet un vêtement se portant exclusivement dans ce contexte, alors que le short ou le caleçon sont susceptibles d'être portés toute la journée, dans d'autres endroits et d'autres circonstances. Short et caleçon risquent dès lors d'être salis et de comporter des traces d'urine, d'excrément et de sueur, des poils et des déchets divers, pouvant contaminer l'eau de la piscine. Par ailleurs, ces deux vêtements étant pourvus de poches, ils peuvent renfermer des objets susceptibles de s'égarer et de souiller la piscine.

## Histoire
L'histoire du slip de bain reflète une double évolution : celle des sous-vêtements masculins, de leur mode et de leurs techniques et celle de l'acceptation de la nudité masculine en public.
L'apparition du slip de bain est conditionnée par deux étapes importantes dans l'évolution du costume de bain masculin. La première a lieu en 1928 : est alors commercialisé le premier maillot de bain pour homme sans jambe. Il s'agit d'un ensemble une pièce couvrant le torse et s'arrêtant en haut des cuisses. Cette forme de maillot apparaît dans le contexte social des années 1920. La natation, généralement pratiquée à la mer, est devenue populaire ; sa pratique s'est répandue dans l'ensemble de la société. Les hommes ont voulu dès lors disposer de maillots pratiques, leur offrant une grande liberté de mouvements, notamment au niveau des jambes, afin d'améliorer leur nage.
La seconde étape a lieu en 1935 : est alors commercialisé le premier short de bain pour homme. Les hommes dévoilent leur poitrine en public pour la première fois. Cela suscite encore quelques résistances : des modèles mixtes sont commercialisés, dont le haut est détachable. Le contexte est alors à la multiplication des piscines publiques. La natation gagne encore en popularité, cette fois dans les classes urbaines. Le maillot de bain masculin adopte une forme qu'il conservera jusque dans les années 1960 : celle d'un short moulant comportant une ceinture, montant jusqu'au nombril et dévoilant les cuisses. Les mœurs évoluent en conséquence et l'interdiction de se baigner torse nu est définitivement levée aux États-Unis, en 1936. Jusque-là en laine ou en jersey, les maillots de bain commencent à être fabriqués en rayonne ou en lastex, laine tissée de caoutchouc. Leurs couleurs sont volontairement sombres. Cette évolution se reflète dans le monde de la compétition sportive et professionnelle. Aux Jeux Olympiques de Berlin, en 1936, les athlètes en compétition portent pour la première fois un short de bain et nagent poitrine découverte.

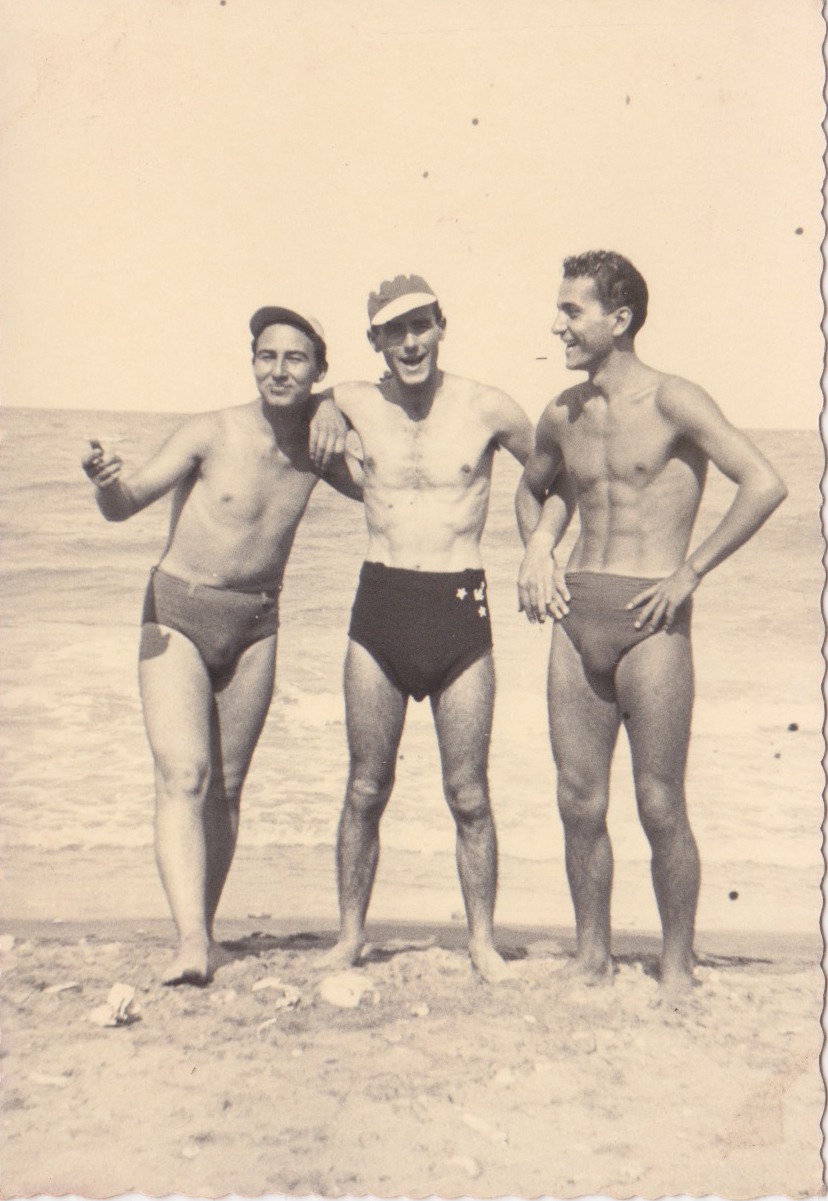
Hommes à la plage (ca. 1950).

Le short de bain demeure la forme prééminente durant les années 1940. Sa ceinture monte jusqu'au nombril. En 1945, celle-ci cède la place à un cordon, bientôt intégré dans la couture. Une poche apparaît sur le devant du maillot. Dans les années 1950, les formes se font encore plus moulantes et la ceinture extérieure revient. L'entrejambe s'échancre, les couleurs se font plus vives.
La forme du maillot de bain masculin tend à se raccourcir dès le début des années 1960. Le slip de bain apparaît alors réellement et adopte sa forme actuelle : triangulaire sur le devant, découvrant complètement les cuisses et recouvrant les fesses. La ceinture descend sous la taille et se positionne sur les hanches. Le cordon de serrage intégral s'impose définitivement, car moins coûteux à produire en série. Les couleurs et les motifs deviennent psychédéliques. Cette naissance du slip de bain se produit à une époque de libération sexuelle et de liberté accrue des corps. Dans les pays anglo-saxons, le slip de bain est popularisé par la marque australienne Speedo, dont le nom deviendra générique en anglais. L'élasthanne devient la matière la plus courante. Cette fibre est commercialisée sous les noms de Lycra et de Spandex. Elle remplace le nylon, car elle offre un meilleur maintien. Les années 1970 voient une généralisation de l'usage du slip de bain.
Durant les années 1980, la pratique du surf s'accroît et par conséquent, la popularité des shorts de bain, les boardshorts, aussi. Ces derniers conquièrent également un public soucieux de sa pudeur. La forme du slip de bain demeure inchangée. Les matières évoluent vers une plus grande rapidité de séchage, deviennent plus saines pour la peau et offrent encore plus de confort. Le polyester et le polyamide s'imposent.
En 1996, pour les Jeux Olympiques d'Atlanta, la marque Speedo lance une variante pour les athlètes en lice dans les compétitions de natation : le jammer. Il s'agit d'un maillot de bain recouvrant les jambes jusqu'au genou. Cette forme connaît une popularité très rapide. En 2000, pour les Jeux Olympiques de Sydney, les athlètes ont tous abandonné le slip de bain au profit du jammer. En 2008, pour les Jeux Olympiques de Pékin, Speedo lance les combinaisons techniques en polyuréthane, qui procurent un avantage décisif aux nageurs. De nombreux records tombent, mais la fédération de nage décide d'interdire ce type de maillots pour les compétitions. Les athlètes reviennent au port du jammer en lycra.
Les années 2000, puis 2010, voient la multiplication des marques, des motifs imprimés, des couleurs et des coupes. Le marché s'agrandit, l'offre se renforce, afin de répondre à la hausse de la demande des amateurs et du public gay. La mode brésilienne produit une variante du slip de bain, le sunga, slip bandeau ceignant entièrement les hanches.

## Popularité
Le slip de bain, dans son usage récréatif, possède une popularité variable selon les pays et les cultures. Il est couramment porté par les hommes, tant à la piscine qu'à la plage, entre autres, en Europe. Il est moins bien reçu dans les pays anglo-saxons, surtout aux États-Unis, plus pudiques, puisqu'il révèle les organes génitaux. Le slip de bain y sert plutôt de sous-vêtement et est porté sous un short de bain. Connoté, il n'est en effet pas vu comme un vêtement convenable dans un environnement familial. Il a même été interdit aux plus de douze ans sur certaines plages américaines, car perçu comme un vêtement encourageant l'exhibitionnisme. Le slip de bain reflète ainsi la conscientisation croissante des corps et la peur de certains hommes d'exposer leur physique, qu'ils jugent imparfait.
Dans les pays francophones, la popularité du slip de bain est variable. Le port du short et du boxer est mieux perçu, alors que celui du slip de bain est connoté négativement. Le slip de bain y est vu soit comme démodé, soit comme homo-érotique. Dans le premier cas, il est associé au kitsch des années 1970 et aux personnages de certains films jouant de ce ressort (comme Christian Clavier dans Les Bronzés ou Franck Dubosc dans Camping). Dans le second cas, il est associé aux homosexuels. Les hommes hétérosexuels le considèrent alors comme trop typé, trop significatif et craignent qu'en le portant, ils soient pris pour des homosexuels.
Le slip de bain, bien que perçu comme ringard, est revenu à la mode à partir de l'été 2023 selon de nombreux médias.

## Homo-érotisme
Le maillot de bain étant une forme de sous-vêtement porté en public, il cristallise les problèmes et les enjeux du rapport culturel au corps. Il est un enjeu entre les notions de pudeur et d'impudeur, qui reposent toutes deux sur la perception commune de ce qu'il est convenable de montrer et de souligner du corps humain. À ce titre, la plage et la piscine sont les décors privilégiés de l'exposition des corps et les maillots, leur instrument essentiel.
Le slip de bain, initialement neutre, s'est ainsi sexualisé. Ses aspects pratiques de vêtement sportif ont été gommés au profit de ses aspects érotiques. Sa coupe et son tissu, très révélateurs, ses couleurs vives, ont endossé un autre usage : celui d'attirer l'attention sur les organes génitaux. Il crée dès lors un paradoxe : cacher tout en montrant, montrer tout en dissimulant. Le confort, la protection et la pudeur passent au second plan, relégué par l'ornement, la mise en valeur sexuelle.
C'est pourquoi, dès le début des années 1960, les hommes homosexuels ont connoté érotiquement le slip de bain, recherchant sans cesse des modèles plus petits, plus étroits, plus échancrés, aux couleurs plus vives, afin de créer un attrait érotique et une prise de conscience collective de l'entrejambe masculine. Dans la foulée, les fabricants de slips de bain ont commencé à produire des modèles destinés spécifiquement au public gay.
Les gays ont ainsi défait la notion de pudeur, au profit de l'exposition. Ils ont érotisé le slip de bain et introduit un choix vestimentaire lié au genre. Leur rapport plus libre et moins inhibé au corps leur ont fait préférer le maillot de bain le plus révélateur, au point d'en faire un marqueur vestimentaire clé de leur culture et de redéfinir par lui, la notion de virilité.

## Fabricants
De nombreuses compagnies à travers le monde fabriquent des slips de bain. Elles se classent en deux catégories : les marques fabriquant des slips de compétition et celles fabriquant des slips de loisir et de mode.
Parmi les fabricants de slips de compétition, le plus célèbre est l'australien Speedo. Les autres marques les plus populaires sont Adidas, Arena, AussieBum, Jaked, Nike, O'Neill, Turbo ou encore TYR.
Parmi les fabricants de slips de loisir et de mode, les plus populaires sont Addicted, Andrew Christian, Aronik, Carioca, Charlie, Dielo Diëtz, ES Collection, HOM, Joe Snyder, Marcuse, Modus Vivendi, N2N, Olaf Benz ou encore Rufskin.